# Henry F. Schricker
Henry Frederick Schricker, född 30 augusti 1883 i North Judson i Indiana, död 28 december 1966 i Knox i Indiana, var en amerikansk demokratisk politiker. Han var Indianas viceguvernör 1937–1941 samt guvernör 1941–1945 och 1949–1953.
Schricker var verksam som publicist och som affärsman i Indiana. I elva år var han ansvarig utgivare för tidningen Starke County Democrat.
Schricker efterträdde 1937 M. Clifford Townsend som viceguvernör och efterträddes 1941 av Charles M. Dawson. Därefter efterträdde han Townsend som guvernör och efterträddes 1945 av Ralph  F. Gates. Han tillträdde 1949 på nytt som guvernör och efterträddes 1953 av George N. Craig.
Schricker kandiderade 1944 och 1952 utan framgång till USA:s senat. Han avled 1966 och gravsattes på Crown Hill Cemetery i Knox.